# Holger Freitag
Holger Freitag (Erlabrunn, 8 ottobre 1963) è un ex saltatore con gli sci tedesco orientale.

## Biografia
In Coppa del Mondo esordì il 30 dicembre 1980 a Oberstdorf (52°) e ottenne l'unica vittoria, nonché unico podio, l'8 gennaio 1983 a Harrachov.
In carriera prese parte a un'edizione dei Giochi olimpici invernali, Sarajevo 1984 (35° nel trampolino normale) e a una dei Campionati mondiali, Oslo 1982 (4° nella gara a squadre il miglior risultato).
È padre di Richard e Selina, a loro volta saltatori con gli sci

## Palmarès

### Coppa del Mondo
- Miglior piazzamento in classifica generale: 24º nel 1983
- 1 podio (individuale):
  - 1 vittoria

#### Coppa del Mondo - vittorie
| Data           | Località  | Nazione        | Trampolino  |
| -------------- | --------- | -------------- | ----------- |
| 8 gennaio 1983 | Harrachov | Cecoslovacchia | Čerťák K120 |